# Саррок
Саррок (італ. Sarroch, сард. Sarrocu) — муніципалітет в Італії, у регіоні Сардинія,  провінція Кальярі.
Саррок розташований на відстані близько 430 км на південний захід від Рима, 19 км на південний захід від Кальярі.

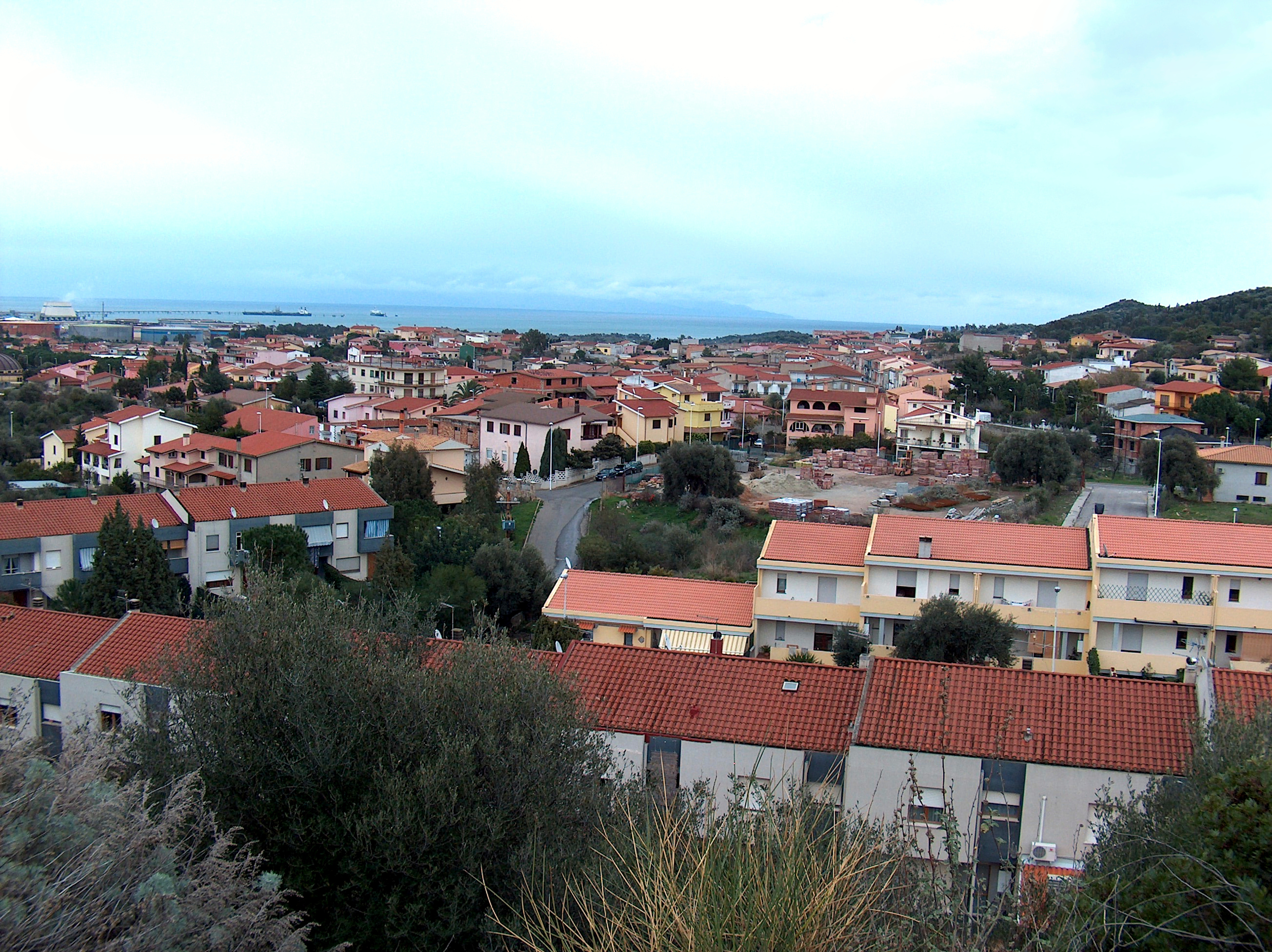

Населення — 5267 осіб (2014).

## Демографія
Населення за роками:

Станом на 1 січня 2023 року в муніципалітеті офіційно проживало 136 іноземців з 26 країн, серед них 43 громадяни країн Євросоюзу та 9 громадян України.

## Сусідні муніципалітети
- Ассеміні
- Капотерра
- Пула
- Вілла-Сан-П'єтро